# 拉瓦勒区
拉瓦勒区（法語：Arrondissement de Laval）是法国马耶讷省所辖的一个区。总面积686.1平方公里，总人口113854，人口密度166人/平方公里（2018年）。主要城镇为拉瓦勒。

## 辖区
拉瓦勒区辖有34个市镇。